# トリニダ (ウルグアイ)
トリニダ（スペイン語: Trinidad）は、ウルグアイ南部のフロレス県の県都。国道3号線と14号線の交点にあたる。

## 地理
市街の西をサランディ川、東をポロンゴス川が流れ、イ川に合流する。市の総面積は5.5平方キロ、標高134メートルである。

## 歴史
スペイン語で三位一体を意味する地名は、ウルグアイの歴史において宗教が優勢だった時代に建設されたことを示している。当初はサンティシマ・トリニダ・デ・ロス・ポロンゴス（ポロンゴスのもっとも聖なる三位一体）といい、町民は今でもトリニタリオスやポロンゲロスと呼ばれる。
トリニダは1805年、独立の父であるホセ・ヘルバシオ・アルティガス将軍によって建設された。市制施行は1885年12月30日の第854号布告による。

## 人口
2004年のトリニダの人口は2万982人で、県下最大である。
| 年   | 人口   |
| ---- | ------ |
| 1963 | 15,466 |
| 1975 | 17,597 |
| 1985 | 18,372 |
| 1996 | 20,031 |
| 2004 | 20,982 |

出典： Instituto Nacional de Estadística de Uruguay

## 行政
2007年、トリニダでの大規模集会でコロラド党のペドロ・ボルダベリが新派閥「バモス・ウルグアイ」を旗揚げ、2009年に行われる大統領選の指名争いの最有力候補となった。この動きを受けて、ウルグアイの多くの県で党の地方支部が設けられた。

## 観光
国道3号線を西に行くと、多様な動植物が棲息する自然保護区がある。「宮殿洞」やチャマンガの岩絵といった先史時代の遺跡も一見の価値がある。